# 阿什蘭 (緬因州普查規定居民點)
阿什蘭（英語：Ashland）是位於美國緬因州阿魯斯圖克縣的一個普查規定居民點。

## 人口
根據2020年美國人口普查的數據，阿什蘭的面積為11.61平方千米，當中陸地面積為11.55平方千米，而水域面積為0.06平方千米。當地共有人口639人，而人口密度為每平方千米55.04人。